# Butcher-Nunatak
Der Butcher-Nunatak ist ein Nunatak im westantarktischen Marie-Byrd-Land. In den Ford Ranges ragt er 6 km südwestlich des Swarm Peak am südlichen Ende der Birchall Peaks auf.
Der United States Geological Survey kartierte ihn anhand eigener Vermessungen und Luftaufnahmen der United States Navy aus den Jahren von 1959 bis 1965. Das Advisory Committee on Antarctic Names benannte den Nunatak 1970 nach Robert S. Butcher, Bauarbeiter auf der Byrd-Station im Jahr 1967.